# Alstonia parkinsonii
Alstonia parkinsonii là một loài thực vật có hoa trong họ La bố ma. Loài này được (M.G.Gangop. & Chakrab.) Lakra & Chakrab. mô tả khoa học đầu tiên năm 2006.